# اوسکی سیمونیان
اوسکی زاکاری سیمونیان (ارمنی: Ոսկի Զաքարի Սիմոնյան؛  زادهٔ ۱۹۱۸ - درگذشته تاریخ نامعلوم) تنباکوکار اهل ارمنستان بود.

## زندگی‌نامه
وی در ۱۹۱۸ در آرنی به دنیا آمد . همچنین برندهٔ جوایزی همچون نشان لنین، نشان پرچم سرخ کار و قهرمان کار سوسیالیست (۱۹۵۰) شده‌است. تاریخ درگذشت وی نامعلوم است.